# James Cox Chambers
James Cox Chambers, född 1957 i Atlanta, Georgia, är en amerikansk dansare, koreograf och skådespelare.
Han avlade en examen vid Bard College.
Den amerikanska ekonomitidskriften Forbes rankar Cox Chambers till att vara den 55:e rikaste amerikanen och världens 159:e rikaste med en förmögenhet på $8,7 miljarder för den 11 augusti 2017.
Han är son till Anne Cox Chambers, halvbror till Katharine Rayner och Margaretta Taylor, systerson till Barbara Cox Anthony, kusin till Jim Kennedy och Blair Parry-Okeden och dotterson till företagsledaren och politikern James M. Cox. Han är också svärson till datorforskaren Margaret Hamilton via sitt äktenskap med hennes dotter Lauren.